# Christuskirche (Aschaffenburg)

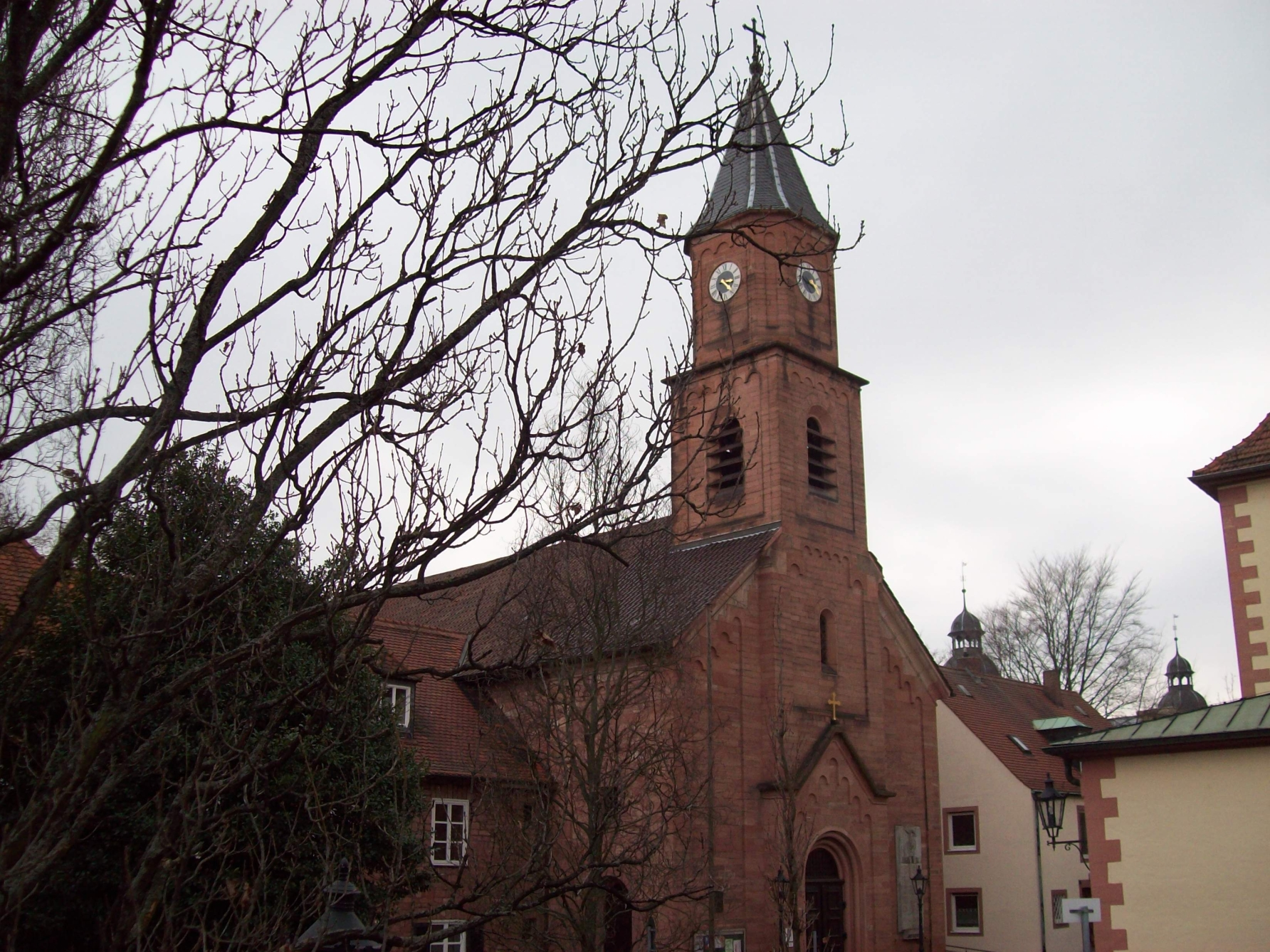
Christuskirche (2011)

Die Christuskirche ist die erste evangelisch-lutherische Stadtkirche in Aschaffenburg. Sie wurde 1837–1839 errichtet und steht in der Altstadt in der Nähe des Schlosses.

## Geschichte
Am 18. Oktober 1830 ersteigerte der Fabrikant Christ den ehemaligen Stiftshof bzw. die ehemalige Kurie „Zum Schelmen“ an der Pfaffengasse für die evangelische Kirchengemeinde. So hatte man ein Pfarrhaus für Johannes Georg Hoffmann, den ersten Geistlichen und Gründer der Gemeinde, erworben. Man errichtete 1831 die evangelische Schule, eine Lehrerwohnung mit Unterrichtszimmer. Durch Abbruch von Nebengebäuden schuf man Platz, um nach Plänen von Karl Christian Riedel (Kreisbaumeister in Bayreuth; † Dezember 1838) und Karl Ludwig Louis (Bauleiter beim Pompejanum-Bau), die erste evangelische Stadtkirche in Aschaffenburg zu errichten. Kronprinz Maximilian, der gerade in der Stadt weilte, nahm an der Grundsteinlegung am 8. Juli 1837 teil. Der einschiffige Bau war 20 m lang, 12 m breit und hatte keinen Chor. Der Altar, der Taufstein und die Kanzel befanden sich in der Mitte. Mittel zum Bau wurden in einer Landeskollekte gesammelt mit Unterstützung von Königin Therese, einer gebürtigen Protestantin, die zur Auflage machte, eine Loge auf Kosten der Gemeinde zu erhalten, damit sie bei ihrer Anwesenheit im Schloss am Gottesdienst teilnehmen konnte. Die Gemeinde zählte zu diesem Zeitpunkt 300 Mitglieder.
Bei einer Renovierung im Jahr 1883 wurde das Kirchenschiff um ein Fenster verlängert und ein Chor angebaut; der Altar wurde in den Chor gestellt, somit konnte man die Platzzahl für die Kirchenbesucher verdoppeln. 1920 erwarb man das Casinogebäude als Gemeindehaus. Durch Luftangriffe am 21. November 1944 und am 3. Januar 1945 ragte nur noch der Turm aus einem verbrannten Trümmerfeld.

## Wiederaufbau nach 1945
Nach dem Abbruch des Pfarrhauses 1948 und dem Aushub für das Gemeindehaus wurde dieses als Erstes 1950 fertiggestellt. Am gleichen Ort und unter Verwendung des stehengebliebenen Turmes und der Ostfassade, doch wesentlich vergrößert – und bei aller Schlichtheit architektonisch und liturgisch in der Innengestaltung schön und würdig – erstand 1951/52 das Gotteshaus als Christuskirche neu. Das Kirchenschiff wurde um 11 auf 30 m verlängert. Landesbischof Hans Meiser nahm Ostern 1952 die Einweihung vor.

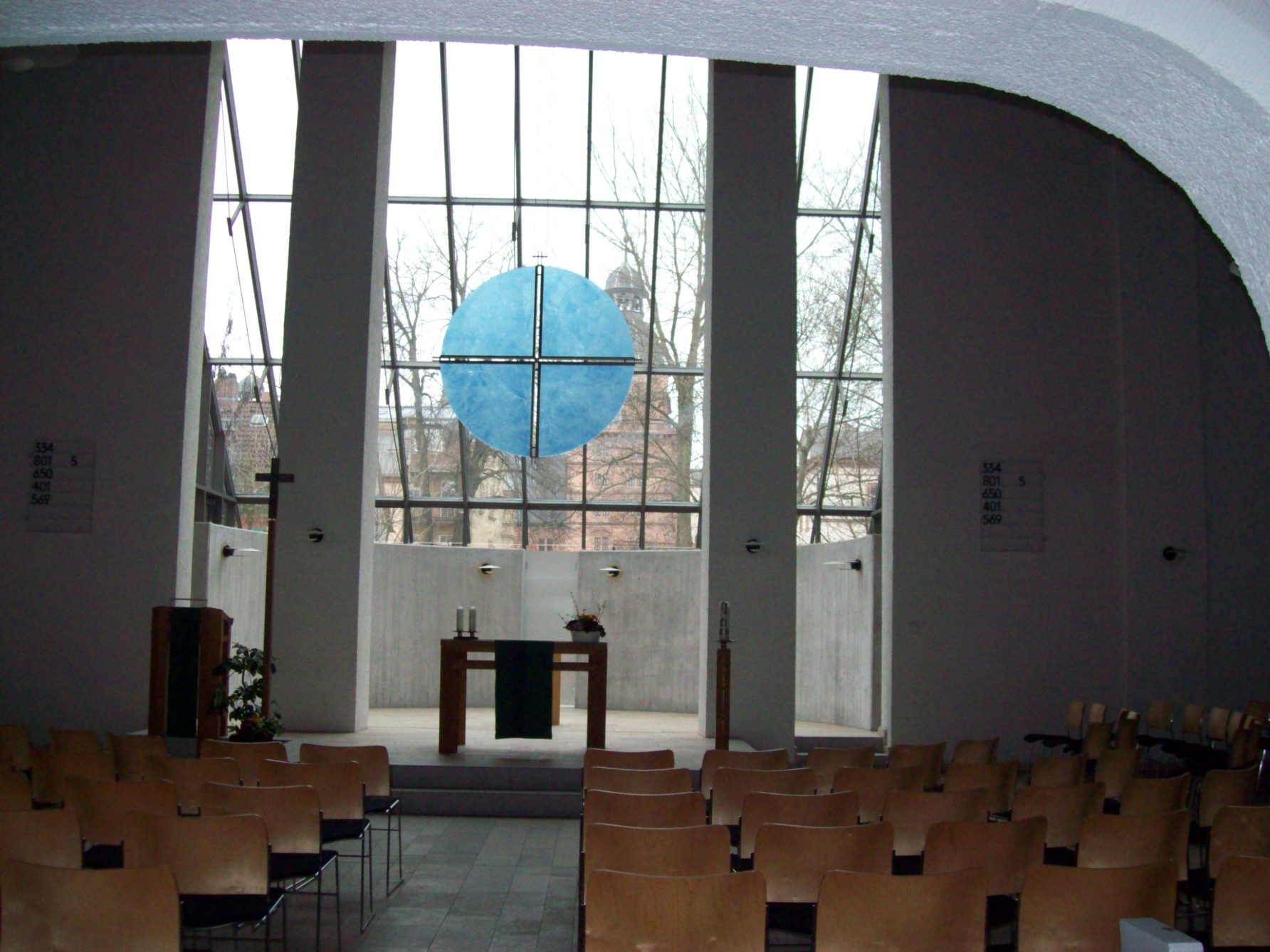
Altar-Taufkapelle

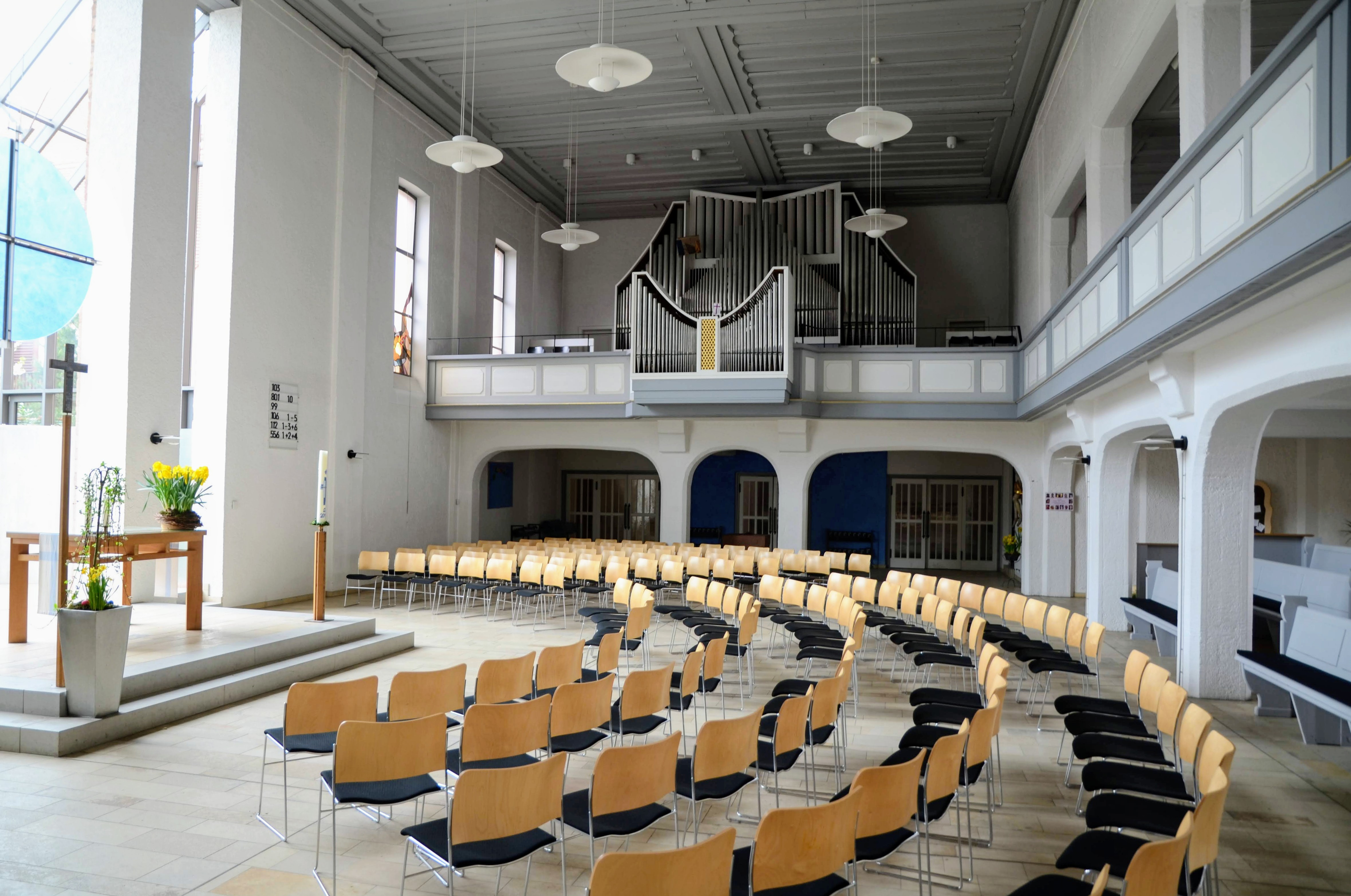
Steinmeyer-Orgel

1972/1973 erfolgte eine Umgestaltung des Innenraums. Der Altar wurde auf die Längsseite in Richtung Schloss gestellt und die Bestuhlung entsprechend angeordnet. Der Chor erhielt eine Schalldecke und ein Podium für Chorsänger und Solisten und einem Orchester.
Bei der Renovierung 1999/2000 unter der Leitung von Architekt Theo Steinhauser aus Gräfelfing wurde die Westwand hinter dem Altar durchbrochen und ein hell verglaster Anbau als Taufkapelle angefügt. Die neue Bestuhlung ermöglicht vielfältige Gottesdienstformen und kirchenmusikalische Veranstaltungen. Blickfang ist die blaue Kreuzscheibe über dem Altar, gestaltet von dem Künstler Helmut Ulrich. Das Altarkreuz wurde unter der Empore im Eingangsbereich aufgestellt.
Mit dem Bachsaal im Osten, dem Gemeindehaus, der Kirche, dem neuen Pfarrhaus und der Kurie Starkenburg im Westen hat die evangelische Kirche (Pfaffengasse 13-19) einen repräsentativen Platz im Herzen der Stadt.

## Orgel
Die 1961 von der Werkstatt G. F. Steinmeyer & Co. in Oettingen in Bayern gebaute Orgel wurde am 21. Januar 1962 eingeweiht. Bestandteile des Instruments sind Schleifladen, mechanische und elektrische Registertrakturen, ein angebauter Spieltisch, sechs Normalkoppeln (vier freie Kombinationen), Organo pleno, Register- und Jalousieschweller. Die Disposition und Abnahme erfolgte durch den damaligen Landeskirchenmusikdirektor Friedrich Högner (München) Unter dem Kantor und Kirchenmusikdirektor Christoph Emanuel Seitz wird die Orgel als Solo- oder Begleitinstrument bei Gottesdiensten, Musik zur Marktzeit, für die Aschaffenburger Kantorei, das Bachcollegium und die Aschaffenburger Bachtage eingesetzt. Sie gilt als Bereicherung im Aschaffenburger Musikleben.
Die Orgel hat folgende Disposition:
| I Rückpositiv C–g3 |                  |        |
| 1.                 | Bleigedackt      | 8′     |
| 2.                 | Quintade         | 8′     |
| 3.                 | Praestant        | 4′     |
| 4.                 | Blockflöte       | 4′     |
| 5.                 | Principal        | 2′     |
| 6.                 | Terz             | 1 3⁄5′ |
| 7.                 | Nasat            | 1 ⁄3′  |
| 8.                 | None             | 8⁄9′   |
| 9.                 | Scharfzimbel III | 1′     |
| 10.                | Krummhorn        | 8′     |
|                    | Tremulant        |        |

| II Hauptwerk C–g3 |                   |       |
| 11.               | Pommer            | 16′   |
| 12.               | Principal         | 8′    |
| 13.               | Rohrflöte         | 8′    |
| 14.               | Octave            | 4′    |
| 15.               | Kleingedackt      | 4′    |
| 16.               | Schwiegel         | 2′    |
| 17.               | Rauschflöte II–IV | 2 ⁄3′ |
| 18.               | Mixtur VI         | 1 ⁄3′ |
| 19.               | Trompete          | 8′    |

| III Schwellwerk C–g3 |                  |       |
| 20.                  | Hohlpfeife       | 8′    |
| 21.                  | Weidenpfeife     | 8′    |
| 22.                  | Nachthorn        | 4′    |
| 23.                  | Dolkan           | 4′    |
| 24.                  | Ital. Principal  | 2′    |
| 25.                  | Flageolett       | 1′    |
| 26.                  | Gemsquinte       | 2 ⁄3′ |
| 27.                  | Kleinkornett III | 2 ⁄3′ |
| 28.                  | Plein jeu VII    | 2′    |
| 29.                  | Rankett          | 16′   |
| 30.                  | Franz. Oboe      | 8′    |
|                      | Tremulant        |       |

| Pedal C–f1 |                 |        |
| 31.        | Subbaß          | 16′    |
| 32.        | Quintade        | 16′    |
| 33.        | Octave          | 8′     |
| 34.        | Spillpfeife     | 8′     |
| 35.        | Gedacktpommer   | 4′     |
| 36.        | Hohlflöte       | 2′     |
| 37.        | Baßkornett V    | 5 1⁄3′ |
| 38.        | Choralbaß III   | 2′     |
| 39.        | Octavmixtur III | 2′     |
| 40.        | Posaune         | 16′    |
| 41.        | Trompete        | 8′     |

## Glocken
Heute (2011) läuten vom Turm der Christuskirche die am 13. Februar 2009 in der Glockengießerei Rudolf Perner in Passau gegossenen vier Glocken: die Freudenglocke (des2, 430 kg) „Seid fröhlich in Hoffnung!“ Röm 12,12, die Trostglocke (b1, 500 kg) „Seid geduldig in Trübsal!“ Röm 12,12, die Gebetsglocke (as1, 690 kg) „Haltet an am Gebet!“ Röm 12,12, die Gedächtnisglocke (f1, 1.150 kg) „Halt im Gedächtnis Jesus Christus, der auferstanden ist von den Toten“ 2. Tim 2,8